# Rezván
Rezván je zahrada v Bagdádu, v překladu znamená ráj. Zde Bahá'u'lláh oznámil svou roli jako přislíbeného Bábem, prorokem Bahá'í víry.
Termín Rezván se také používá pro dvanáctidenní náboženský svátek připomínající toto náboženské zjevení. Trvá od 21. dubna do 2. května, ale samotné svaté dny, kdy se Baháí zdržují práce, jsou tři: 21. dubna, 29. dubna a 2. května, kdy se věřící také věnují modlitbě a meditaci.